# Вулька-Рокіцька
Вулька-Рокіцька (пол. Wólka Rokicka) — село в Польщі, у гміні Любартів Любартівського повіту Люблінського воєводства.
Населення — 327 осіб (2011).

## Демографія
Демографічна структура станом на 31 березня 2011 року:
|          | Загалом | Допрацездатний вік | Працездатний вік | Постпрацездатний вік |
| -------- | ------- | ------------------ | ---------------- | -------------------- |
| Чоловіки | 162     | 40                 | 105              | 17                   |
| Жінки    | 165     | 26                 | 99               | 40                   |
| Разом    | 327     | 66                 | 204              | 57                   |